# Haller János (főkormányzó)
Hallerkői Haller János (1692 – 1756. október 18.) magyar nemes, Erdély kormányzója.

## Élete
Haller (II.) István fiaként született. 1725-től Csík, Gyergyó és Kászonszék főkirálybírája, 1733-tól guberniumi tanácsos. 1734-ben III. Károly Erdély gubernátorává nevezte ki, megkerülve a Diploma Leopoldinum rendelkezését, amely szerint a főkormányzót az országgyűlés jelöli. 22 éven át, haláláig viselte méltóságát. Hivatali ideje alatt 1738-ban hamis vád alapján letartóztatták Szigeti Gyula István református püspököt és több református arisztokratát. Az erdélyi országgyűlés 1746-os sérelmi felirata miatt az Erdélyi Udvari Kancellária megdorgáltatta Mária Terézia királynővel.
Első felesége Barkóczy-, második Apor-lány, a harmadik Daniel Zsófia volt, akitől négy lánya született.